# Luciano Canfora
Luciano Canfora (Bari, 5 de juny de 1942) és un historiador del món antic i filòleg, i professor de la Universitat de Bari.
És historiador del món antic i filòleg, professor de filologia llatina i grega, i un profund coneixedor de la cultura clàssica, que estudia amb una aproximació multidisciplinària. Ha escrit importants estudis sobre història antiga i també sobre qüestions contemporànies. És professor a la Universitat de Bari (Itàlia), membre de l'Institut per la Tradició Clàssica de Boston (Estats Units) i de la Fundació Institut Gramsci, de Roma. Dirigeix la revista Quaderni di Storia i la col·lecció «La città antica».
Els seus nombrosos estudis, sovint provocadors, tracten múltiples àmbits, des de la filologia, la història i historiografia, i els modes de conservació i transmissió del saber, fins a la supervivència d'allò antic en la cultura i la història contemporànies. De les seves obres, s'han traduït al català o al castellà, entre d'altres, La democracia, historia de una ideología (Crítica, 2004), Exportar la llibertat: el mite que ha fracassat (Publicacions de la Universitat de València, 2008; Akal, 2008), El viaje de Artemidoro (La esfera de los libros, 2011), Ideología de los estudios clásicos (Akal, 2012), La historia falsa y otros escritos (Capitán Swing, 2013), Julio César (Ariel, 2014), 1914 (El Viejo Topo, 2014), El copista como autor (Delirio, 2014) i El mundo de Atenas (Anagrama, 2014).

## Obres
- Inventario dei manoscritti greci di Demostene, Pàdua, Antenore, 1968.
- Per la cronologia di Demostene, Bari, Adriatica, 1968.
- Per la storia del testo di Demostene, Bari, Arti grafiche Laterza & Polo, 1968.
- Tucidide continuato, Pàdua, Antenore, 1970.
- Totalità e selezione nella storiografia classica, Bari, Laterza, 1972.
- Conservazione e perdita dei classici, Pàdua, Antenore, 1974.
- Storici della rivoluzione romana, Bari, Dedalo, 1974.
- Teorie e tecniche della storiografia classica. Luciano, Plutarco, Dionigi, Anonimo su Tucidide, Bari, Laterza, 1974.
- La Germania di Tacito da Engels al nazismo, Nàpols, Liguori, 1979.
- Intellettuali in Germania. Tra reazione e rivoluzione, Bari, De Donato, 1979.
- Ideologie del classicismo, Torí, Einaudi, 1980.
- Studi sull'Athenaion politeia pseudosenofontea, Torí, Accademia delle Scienze, 1980.
- Analogia e storia. Uso politico dei paradigmi storici, Milà, Il Saggiatore, 1982.
- Storie di oligarchi, Palerm, Sellerio, 1983.
- Il comunista senza partito, Palerm, Sellerio, 1984.
- La sentenza. Concetto Marchesi e Giovanni Gentile, Sellerio, 1985.
- La biblioteca scomparsa, Sellerio, 1986; 1988.
- Storia della letteratura greca, Roma-Bari, Laterza, I ed. 1986; ed. riveduta, Laterza, 2001; nuova ed., Laterza, 2013.
- Antologia della letteratura greca, Roma-Bari, Laterza, 1987.
- Ellenismo, Roma-Bari, Laterza, 1987.
- Tucidide. L'oligarca imperfetto, Roma, Editori Riuniti, 1988.
- Una società premoderna. Lavoro, morale, scrittura in Grecia, Bari, Dedalo, 1989.
- Togliatti e i dilemmi della politica, Roma-Bari, Laterza, 1989.
- Le vie del classicismo, Roma-Bari, Laterza, 1989.
- La crisi dell'Est e il PCI, Bari, Dedalo, 1990.
- Marx vive a Calcutta, Bari, Dedalo, 1992.
- Tucidide e l'impero. Presa di Melo, Roma-Bari, Laterza, 1992; 2000.
- Autori e testi della letteratura latina, con Renata Roncali, Roma-Bari, Laterza, 1993.
- Demagogia, Palerm, Sellerio, 1993.
- Studi di storia della storiografia romana, Bari, Edipuglia, 1993.
- Vita di Lucrezio, Palerm, Sellerio, 1993.
- I classici nella storia della letteratura latina. Per il liceo classico, con Renata Roncali, Bari, Laterza, 1994.
- Scrittori e testi di Roma antica. Antologia latina per gli istituti magistrali, con Renata Roncali, Bari, Laterza, 1994.
- Libro e libertà, Roma-Bari, Laterza, 1994.
- Manifesto della libertà, Palerm, Sellerio, 1994.
- Pensare la rivoluzione russa, Milà, Teti, 1995.
- Il viaggio di Aristea, Roma-Bari, Laterza, 1996.
- Idee di Europa: Attualità e fragilità di un progetto antico, a cura di, Bari, Dedalo, 1997.
- La biblioteca del patriarca. Fozio censurato nella Francia di Mazzarino, Roma, Salerno, 1998.
- La lista di Andocide, Palerm, Sellerio, 1998.
- Un ribelle in cerca di libertà. Profilo di Palmiro Togliatti, Sellerio, 1998.
- Togliatti e i critici tardi, Teti, 1998.
- Caio Giulio Cesare. Il dittatore democratico, Roma-Bari, Laterza, 1999.
- Il mistero Tucidide, Collana Piccola Biblioteca, Milano, Adelphi, 1999.
- La storiografia greca, Milano, Bruno, Mondadori, 1999.
- Un mestiere pericoloso. La vita quotidiana dei filosofi greci, Palerm, Sellerio, 2000.
- Prima lezione di storia greca, Roma-Bari, Laterza, 2000.
- Il Fozio ritrovato. Juan de Mariana e André Schott, Bari, Dedalo, 2001.
- Convertire Casaubon, Collana Piccola Biblioteca, Milà, Adelphi, 2002.
- Il copista come autore, Palerm, Sellerio, 2002.
- Critica della retorica democratica, Roma-Bari, Laterza, 2002.
- Noi e gli antichi. Perché lo studio dei greci e dei romani giova all'intelligenza dei moderni, Milà, Rizzoli, 2002; 2004.
- Storici e storia, Torí, Aragno, 2003.
- Vita di Chardon de La Rochette commissario alle biblioteche, Messina, Dipartimento di filologia e linguistica, Università degli studi, 2003.
- La democrazia. Storia di un'ideologia, Roma-Bari, Laterza, 2004.
- Il papiro di Dongo, Milà, Adelphi, 2005.
- Tucidide tra Atene e Roma, Roma, Salerno, 2005.
- 1914, Palerm, Sellerio, 2006-2014.
- L'occhio di Zeus. Disavventure della Democrazia, Roma-Bari, Laterza, 2006.
- Concetto Marchesi, Cosenza, Pellegrini, 2007.
- Esportare la libertà. Il mito che ha fallito, Milà, Arnoldo Mondadori Editore, 2007.
- La prima marcia su Roma, Roma-Bari, Laterza, 2007.
- Su Gramsci, Roma, Datanews, 2007.
- Ma come fa a essere un papiro di Artemidoro?, a cura di e con Luciano Bossina, Bari, Edizioni di Pagina, 2008.
- 1956. L'anno spartiacque, Palerm, Sellerio, 2008.
- Filologia e libertà. La più eversiva delle discipline, l'indipendenza di pensiero e il diritto alla verità, Collana Frecce, Milà, Mondadori, 2008.
- Il papiro di Artemidoro, Roma-Bari, Laterza, 2008.
- La storia falsa, Collana Saggi italiani, Milà, Rizzoli, 2008.
- La natura del potere, Collana Anticorpi, Roma-Bari, Laterza, 2009.
- Il viaggio di Artemidoro. Vita e avventure di un grande esploratore dell'antichità, Milà, Rizzoli, 2010.
- L'uso politico dei paradigmi storici, Roma-Bari, Laterza, 2010.
- La meravigliosa storia del falso Artemidoro, Palerm, Sellerio, 2011
- Il mondo di Atene, Roma-Bari, Laterza, 2011.
- Gramsci in carcere e il fascismo, Roma, Salerno, 2012.
- Spie, URSS, antifascismo. Gramsci 1926-1937, Roma, Salerno, 2012.
- "È l'Europa che ce lo chiede". Falso!, Collana Idòla, Laterza, Roma-Bari, 2012.
- La democrazia ateniese, Parma, MUP Editore 2012.
- Intervista sul potere, a cura di Antonio Carioti,, Collana Saggi tascabili, Roma-Bari, Editori Laterza, 2013.
- La guerra civile ateniese, Milà, Rizzoli, 2013.
- La trappola. Il vero volto del maggioritario, Palerm, Sellerio, 2013.
- La crisi dell'utopia. Aristofane contro Platone, Collana I Robinson.Letture, Roma-Bari, Laterza, 2014.
- Il presente come storia. Perché il passato ci chiarisce le idee, Collana Saggi italiani, Rizzoli, Milà, 2014.
- Luciano Canfora - Gustavo Zagrebelsky, La maschera democratica dell'oligarchia, un dialogo a cura di Geminello Preterossi, Collana I Robinson.Letture, Laterza, Roma-Bari, 2014.
- Gli antichi ci riguardano, Collana Voci, Il Mulino, Bolonya, 2014.
- Augusto figlio di Dio, Collana I Robinson.Letture, Laterza, Roma-Bari, 2015.
- Il signore delle miniere, Laterza, Roma-Bari, 2015 (biografia dello storico Tucidide, in pubblicazione a settembre).